# Le Kremlin-Bicêtre
Le Kremlin-Bicêtre je južno predmestje Pariza in občina v  departmaju Val-de-Marne osrednje francoske regije Île-de-France. Leta 1999 je imelo naselje 24.838 prebivalcev.

## Geografija
Občina meji na severu na Pariz, na vzhodu na Ivry-sur-Seine, na jugu na Villejuif, na jugozahodu na Arcueil, na zahodu pa na Gentilly.

## Administracija
Le Kremlin-Bicêtre je sedež istoimenskega kantona, v katerega je poleg njegove vključen še vzhodni del občine Gentilly s 33.591 prebivalci. Kanton je sestavni del okrožja L'Haÿ-les-Roses.

## Zgodovina
Ime kraja izhaja iz Anglije in Rusije. Naselje je bilo sprva le zaselek znotraj občine Gentilly, imenovan Bicêtre. Slednje izhaja od graščine, zgrajene na tem ozemlju ob koncu 13. stoletja od Johna Pontoiškega, škofa Winchesterskega. Ime graščine je prešlo iz prvotnega preko Vinchestre in Bichestre na sedanje Bicêtre. Na ostankih graščine je bila sredi 17. stoletja zgrajena psihiatrična bolnišnica, sprva uporabljena kot sirotišnica. Leta 1813 je bila namenjena kot glavna sprejemna točka za evakuirane ranjence Grand Armée med Napoleonovo invazijo na Rusijo. Slednji so se zbirali v gostilni v bližini bolnišnice, kmalu preimenovani v Au sergent du Kremlin, v spomin na moskovski Kremelj, kjer so med samo invazijo taborili.
Sčasoma je bilo ime Kremlin uporabljeno za celotno sosesko okoli bolnišnice, prvič uradno uporabljeno na zemljevidu v letu 1832. Kasneje sta se imeni Kremlin in Bicêtre združili in postali uradno ime tega ozemlja.
Občina Le Kremlin-Bicêtre je bila ustanovljena 13. decembra 1896 z odcepitvijo njenega ozemlja od občine Gentilly.